# Paspalum giganteum
Paspalum giganteum är en gräsart som beskrevs av William Baldwin och George Vasey. Paspalum giganteum ingår i släktet tvillinghirser, och familjen gräs. Inga underarter finns listade i Catalogue of Life.